# L'amore che ho sognato
L'amore che ho sognato (La Vie en rose) è un film del 1948 diretto da Jean Faurez.

## Trama
Il timido e non più giovane Robert Turlot insegna in un collegio della provincia francese. Romantico e impacciato, corteggia Colette, la figlia del preside, e si illude di essere corrisposto. In realtà Colette frequenta di nascosto il giovane insegnante di educazione fisica, François. Gli studenti sono al corrente di questa situazione e si prendono gioco del professore. Una notte un allievo, imitando la voce di Colette, lo invita a cercare un biglietto che lei avrebbe nascosto nel cavo di un albero nel giardino della scuola: di qui nasce una fitta corrispondenza tra gli studenti e Turlot, il quale non manca di annotare nel suo diario le fantasie del suo amore. Turlot deve fare i conti con la realtà quando scopre che François e Colette si incontrano segretamente in una soffitta, e presto si rende conto anche di essere stato messo in ridicolo quando i suoi studenti vengono in possesso del suo diario. Preso dalla disperazione, il professore tenta di impiccarsi, ma è proprio François che corre a salvarlo. Al professore avvilito e beffato non resta che lasciare il collegio.